# Sắn dây rừng
Sắn dây rừng hay sắn dây, đậu ma núi, sắn rừng (danh pháp: Pueraria montana) là một loài thực vật thuộc họ Đậu.
Loài này có quan hệ gần với 2 loài khác trong chi Sắn dây Pueraria nghĩa rộng (P. edulis, P. phaseoloides). Sự khác biệt về hình thái học giữa chúng là rất ít.

## Lịch sử phân loại
Loài này được Carl LInnaeus mô tả năm 1753 như là Glycine javanica. Năm 1790, João de Loureiro mô tả nó như là Dolichos montanus trong quyển 2 sách Flora Cochinchinensis. Năm 1935, Elmer Drew Merrill chuyển nó sang chi Pueraria với danh pháp Pueraria montana.

## Các chủng
Dưới đây liệt kê các chủng hiện tại được công nhận, danh pháp đồng nghĩa tương ứng cũng như khu vực phân bố của chúng.

### Pueraria montanavar.lobata
Pueraria montana var. lobata (Willd.) Maesen & S.M.Almeida ex Sanjappa & Predeep, 1992 có các danh pháp đồng nghĩa như sau:
- Dolichos hirsutus Thunb., 1794
- Dolichos lobatus Willd., 1802
- Dolichos stipulaceus Lam., 1786
- Neustanthus chinensis Benth., 1861
- Pachyrhizus thunbergianus Siebold & Zucc., 1846 nom. illeg.
- Phaseolus aconitifolius Roxb., 1832 nom. illeg.
- Phaseolus cornutus Blume ex Miq., 1855
- Phaseolus ficifolius Schrank, 1822
- Phaseolus lobatus (Willd.) Roxb. ex Wight & Arn., 1834
- Phaseolus trilobus (L.) Aiton, 1789
- Pueraria argyi H.Lév. & Vaniot, 1908
- Pueraria bodinieri H.Lév & Vaniot, 1908
- Pueraria caerulea H.Lév & Vaniot, 1908
- Pueraria chinensis (Benth.) Ohwi, 1936
- Pueraria harmsii Rech., 1910
- Pueraria hirsuta (Thunb.) Matsum., 1902 nom. illeg.
- Pueraria koten H.Lév & Vaniot, 1908
- Pueraria lobata (Willd.) Ohwi, 1947
- Pueraria montana var. chinensis (Ohwi) Maesen & S.M.Almeida ex Sanjappa & Predeep, 1902
- Pueraria novoguineensis Warb., 1891
- Pueraria thunbergiana (Siebold & Zucc.) Benth., 1865 nom. illeg.
- Pueraria triloba (Houtt.) Makino, 1912
- Pueraria triloba var. leucostachya Honda, 1931
- Pueraria volkensii Hosok., 1938
- Vigna lobata (Willd.) Endl. ex Miq., 1855
- Vigna stipulacea (Lam.) Kuntze, 1891

Khu vực phân bố: Trung Quốc, Nhật Bản, bán đảo Triều Tiên ở phía bắc tới Ấn Độ, Đông Nam Á (nhưng sự có mặt tại Thái Lan và Việt Nam dường như không chắc chắn), New Guinea, Australia ở phía nam. Du nhập vào đông nam Hoa Kỳ, đông bắc Argentina, một số khu vực tại Trung Mỹ, Caribe, châu Phi nhiệt đới, đông nam châu Âu, Pakistan, mọt số đảo trên Thái Bình Dương. 

### Pueraria montanavar.montana
Dạng nguyên chủng có các danh pháp đồng nghĩa sau: 
- Bujacia anonychia E. Mey., 1836
- Glycine javanica L., 1753
- Pueraria tonkinensis Gagnep., 1916
- Shuteria vestita Benth., 1865 nom. inval.
- Soja javanica (L.) Graham ex Wall., 1831
- Zeydora agrestis Lour. ex Gomes Mach., 1868

Khu vực phân bố: Từ Ấn Độ về phía đông tới miền bắc Trung Quốc, Thái Lan, Đông Dương, Philippines, Đài Loan, Lưu Cầu.

### Pueraria montanavar.thomsonii
Pueraria montana var. thomsonii (Benth.) M.R.Almeida, 1998:Tên thường gọi: Cát căn, sắn dây, sắn dây củ, cam cát căn. Nó có các danh pháp đồng nghĩa sau:
- Dolichos grandifolius Graham ex Wall., 1831 nom. inval.
- Pueraria lobata subsp. thomsonii (Benth.) H.Ohashi & Tateishi, 1988
- Pueraria lobata var. thomsonii (Benth.) Maesen, 1985
- Pueraria thomsonii Benth., 1867

Khu vực phân bố: Nhiệt đới và cận nhiệt đới châu Á, từ Ấn Độ về phía đông tới miền nam Trung Quốc, Thái Lan, Đông Dương, Philippines, Đài Loan, Lưu Cầu. Du nhập vào Hawaii.

## Hình ảnh

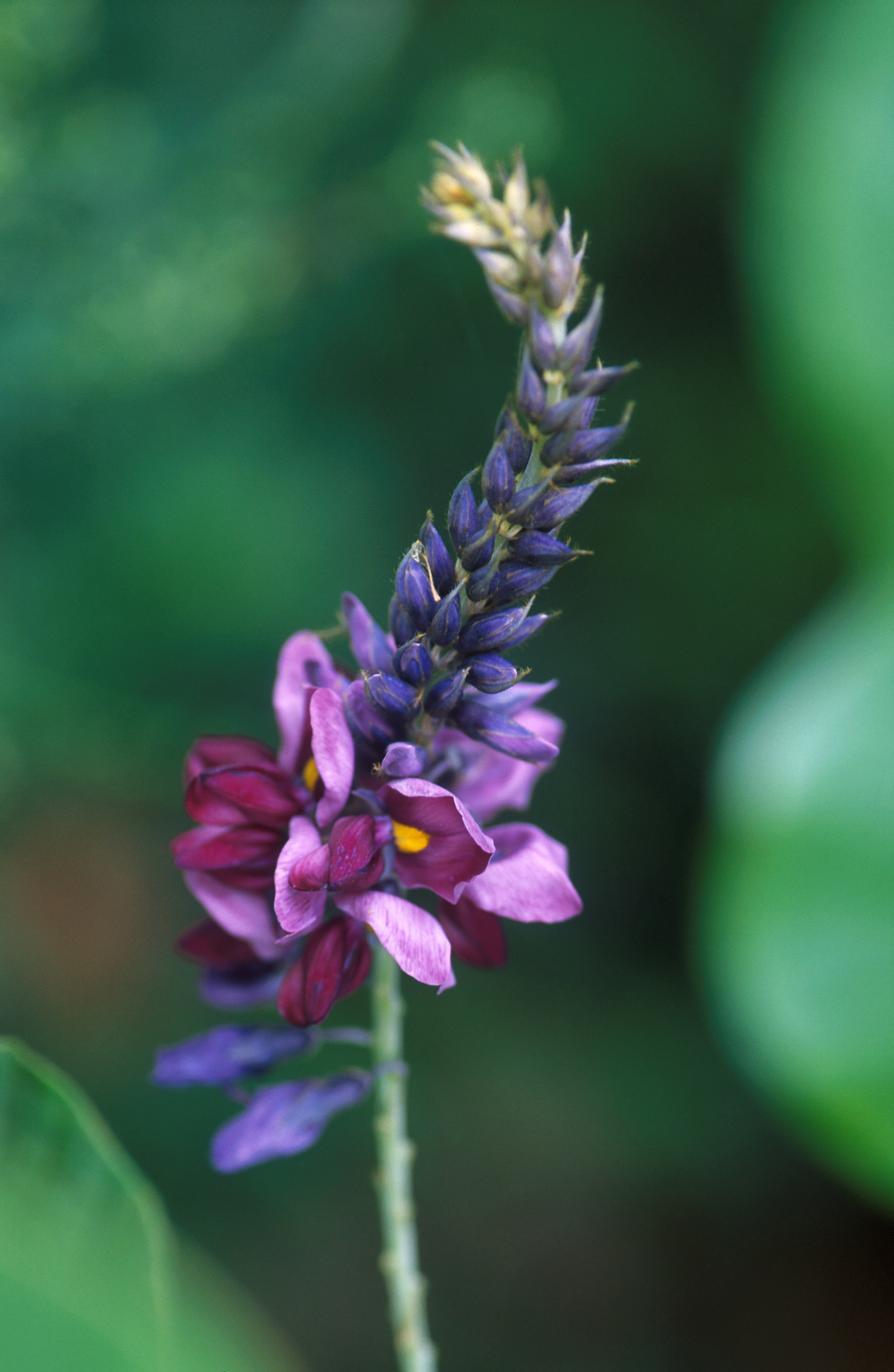
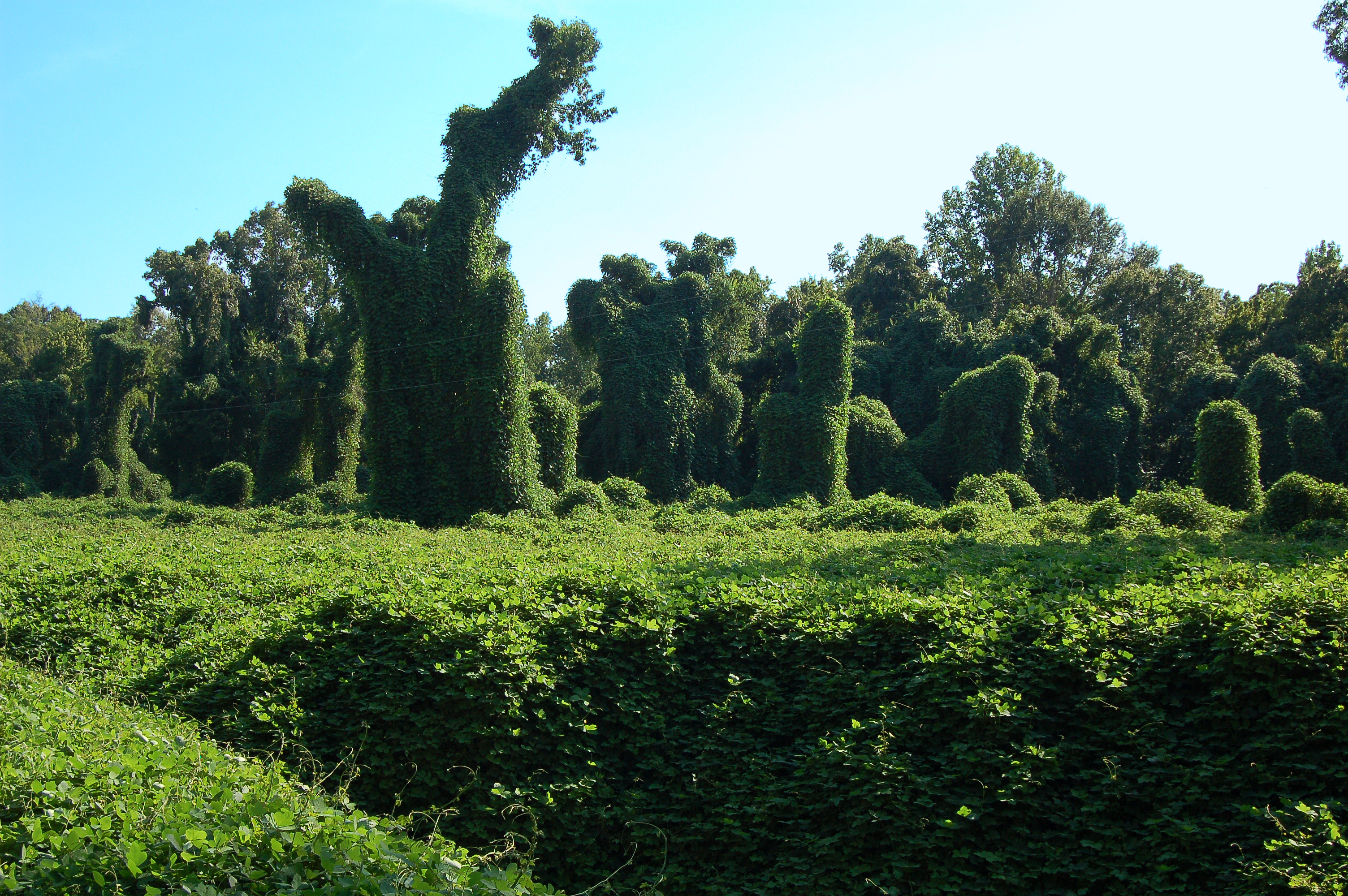
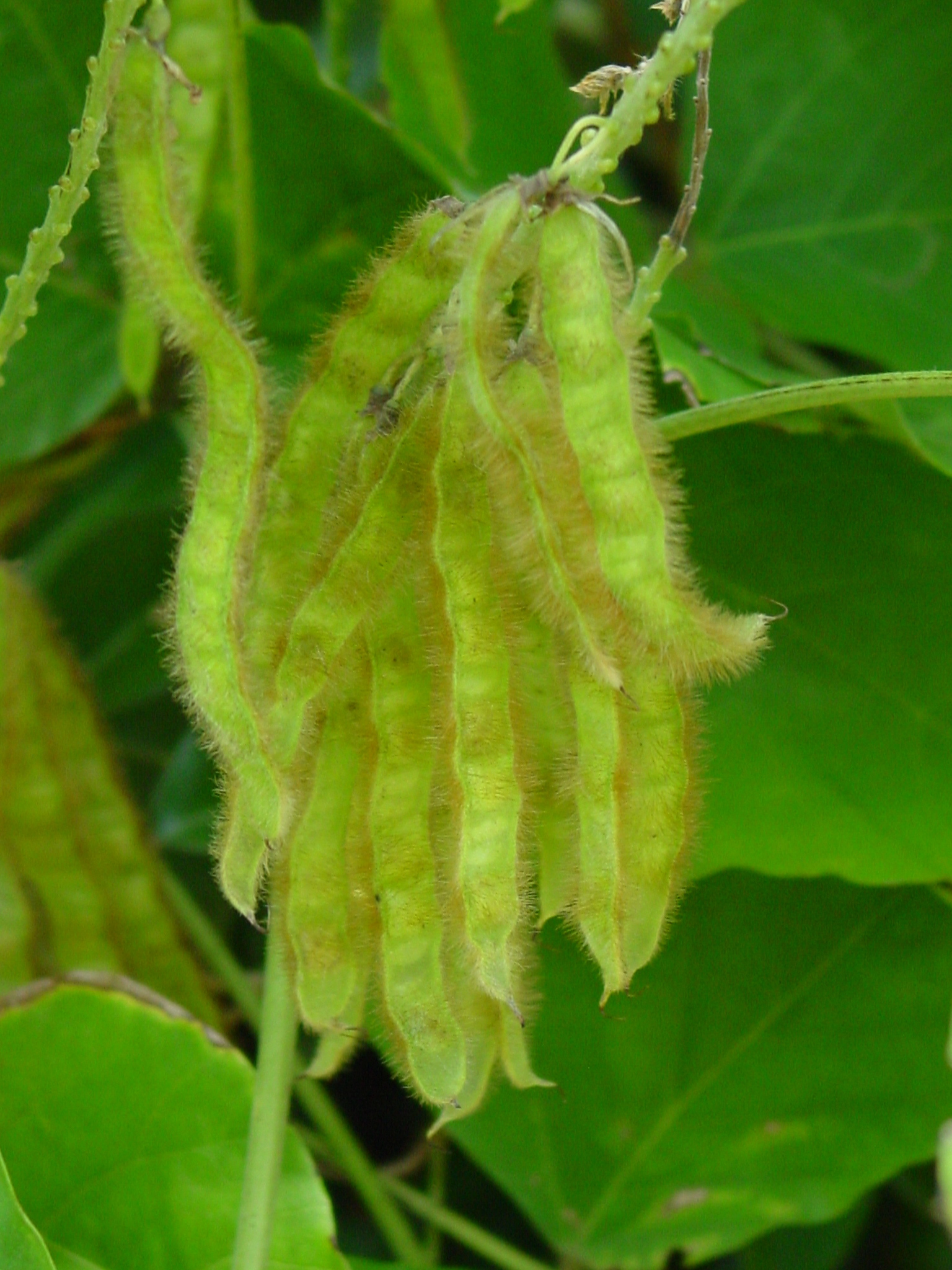
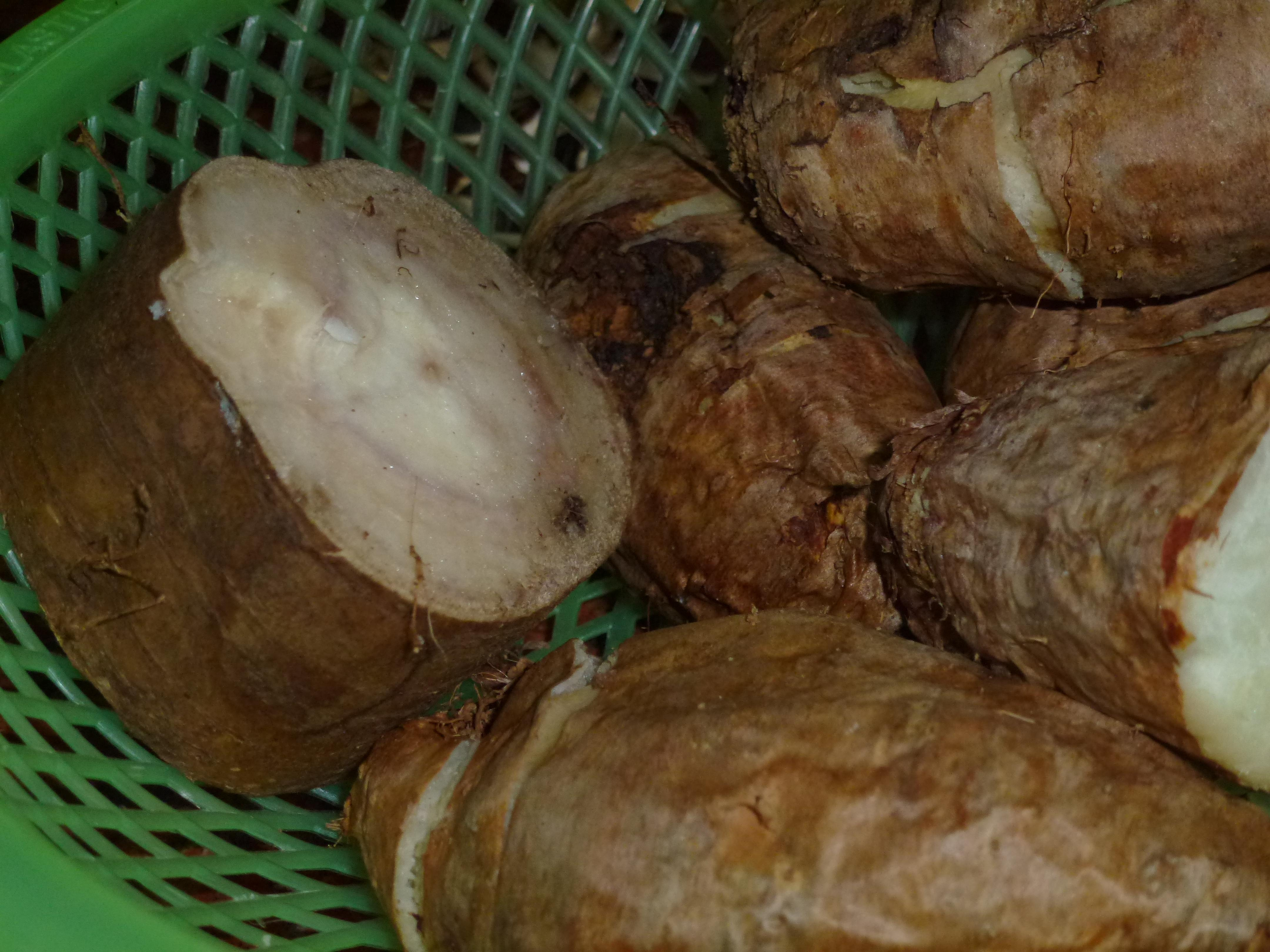